# Michel Mainil
 (mai 2021).
Il peut être nécessaire de l'améliorer pour respecter le principe de neutralité de point de vue. Veuillez consulter la page de discussion pour plus de détails.

 (mai 2021).
 (mai 2021).
- Si vous ne connaissez pas le sujet, laissez ce bandeau (vous pouvez alors contacter les auteurs).
- Si vous supprimez le contenu mis en cause (vous pouvez préalablement contacter les auteurs),

argumentez précisément cette suppression dans la page de discussion
(un manque de référence n'est pas un argument ; une recherche réelle de référence doit avoir été effectuée, être formellement documentée).
 (mai 2021).
Si vous disposez d'ouvrages ou d'articles de référence ou si vous connaissez des sites web de qualité traitant du thème abordé ici, merci de compléter l'article en donnant les références utiles à sa vérifiabilité et en les liant à la section « Notes et références ».
Michel Mainil, né le 1er octobre 1955 à La Louvière (Belgique), est un saxophoniste belge, également clarinettiste et compositeur pour le théâtre et le cinéma.

## Biographie
Saxophoniste, clarinettiste, Michel Mainil est originaire de La Louvière, ville de Belgique considérée comme le berceau du surréalisme.
Vers 15 ans, en côtoyant des musiciens locaux et écoutant des disques, il commencera à étudier la musique et, plus particulièrement, le saxophone et la clarinette.
Il s’intéresse au jazz traditionnel et aux big bands (Duke Ellington), puis est attiré par les grands musiciens bop et hard-bop (Coltrane, Miles Davis, Art Blakey, etc.).
Il entame sa formation musicale par les académies de musique, fréquente le Séminaire de jazz du Conservatoire de Liège, les cours d’ensemble au Koninklijk Conservatorium Brussel et différents stages de jazz et de musique improvisée (avec e.a. Erwin Vann, Maurice Magnoni, Serge Lazarevitch, Dennis Luxion, Steve Houben, Dré Pallemaerts, Peter Hertmans, Sal La Rocca, Barre Phillips).
Il s’est produit au sein de nombreux groupes ou de formations tous styles : big band, orchestres de variétés, enregistrements studio, petites formations de jazz traditionnel ou moderne, groupes de salsa, combos de musique africaine, interventions dans des projets théâtraux, poétiques etc.
Attiré par l’Afrique, il a séjourné notamment au Cameroun, où il s’est initié à la musique africaine (makossa).
Il participe à de nombreux projets théâtraux, notamment avec le Studio-théâtre, le Collectif Théâtre, Aucun Mérite, le Théâtre Jean Vilar etc.
Actif sur la scène belge et étrangère depuis les années 70, il a joué aux côtés d’un nombre important de musiciens. Il dirige plusieurs quartets, Spanish Jazz Project, Victor Jara, le Poète au Chant Libre etc.
Il fait des collaborations régulières avec Eloi Baudimont, Eve Beuvens, Bruno Castellucci, Thomas Champagne, Antoine Cirri, Jean-Pol Danhier, Bettina Kusel, Nicola Lancerotti, Gino Lattuca, Peter Maguire, Pierre Malempré, Hughes Maréchal, Tom McGuire, Pascal Michaux, Maxime Moyaerts, Daniele Napodano, Dexter Pallamy, Olivier Poumay, Ondine Quackelbeen, Alain Rochette, Vincent Romain, Lisa Rosillo, Richard Rousselet, Christian Simillion, Jean-Denis Tourneur, Peter Verbraken, Patrick Wante, Nicholas Yates etc.
Outre la Belgique, Michel Mainil s’est produit en France, aux Pays-Bas, au Royaume-Uni, au Maroc, au Cameroun, en Pologne, au Québec et au Mali.

### Enseignement
Il donne des stages de jazz, notamment pour la Province de Hainaut et le Gaume Jazz Festival. Il enseigne en Académie, à l’École des Arts et du Spectacle “Mouvement” à Waterloo et à la Boîte à Zic à Nivelles, et anime des stages d’improvisations musico-théâtrales (Collectif 1984, Centre Barbiana).

### Divers
Il est commissaire de l’Exposition « We Want Jazz » pour la Ville de Mons et conseiller musical de l’Exposition consacrée au sculpteur Robert Michiels (Musée Ianchelevici La Louvière).
Il produit le CD « Burning Charlie » – Pierre Lafontaine 4tet (2011).
Il est l'auteur de l’ouvrage « Memories of you » consacré au contrebassiste et violoncelliste José Bedeur.

## Discographie
- Victor Jara, le Poète au Chant Libre - Michel Mainil 4tet feat. Lisa Rosillo (2020) - TRA025
- Soul Voyage - Michel Mainil/Vincent Romain 5tet (2017) - IGL298
- The Christmas Songbook - Michel Mainil 4tet feat. Lisa Rosillo (2017) - TRA024
- If you Missed the Beginning – Michel Mainil New Quartet (2015) - TRA023
- Spanish Jazz Project - Michel Mainil 4tet feat. Lisa Rosillo (2013) - TRA022
- These Fooloish Things – Michel Mainil 4tet feat. Tany Golan (2010) - ARAM02
- Reflections in Blue - Michel Mainil 4tet (2009) - TRA020
- Between the Two Solstices – Michel Mainil Enter Project (2005) - IGL188
- Water and other Games - Michel Mainil 4tet (2003) - ARAM01

## Créations
Michel Mainil a participé à de nombreuses créations théâtrales ou musicales:
- 1982 : Le jeu du roi de la Louvière. Création collective du Studio-Théâtre. Mise en scène de Jean Louvet
- 1983 : Asphalte de Jean-Claude Botte par le Théâtre du rat musclé. Mise en scène de Luc Debrackeleer
- 1984 : L'aménagement de Jean Louvet par la Comédie La Louvière. Mise en scène de Jean Louvet
- 1985 : La Ballade de la geôle de Reading d'Oscar Wilde par le Théâtre du rat musclé. Mise en scène de Luc Debrackeleer
- 1985 : La balade du sire Hallewyn de Michel de Ghelderode par le Studio-Théâtre. Mise en scène de Frédérique Lecomte
- 1986 : La maison au milieu du lac. Création collective du Studio-Théâtre. Mise en scène de Frédérique Lecomte
- 1987 : 12th night or viola de William Shakespeare par le Centre dramatique Hainuyer. Mise en scène de Robert Cordier. Co-compos.: P. Alardin
- 1987 : Pour faire le portrait Jacques Prévert - Théâtre Arlequin. Mise scène José Brouwers. Co-compositeur: Pierre Alardin
- 1987 : Si j'étais poheteux... d'après Boris Vian par le Théâtre-Poème. Mise en scène de Félicianne Ledoyen. Co-compositeur: Pierre Alardin
- 1987 : La Leçon d'Eugène Ionesco par le Théâtre Arlequin. Mise en scène de José Brouwers. Co-compositeur: Pierre Alardin
- 1988 : La princesse Bas de laine de et par François Pierrard. Co-compositeur: Pierre Alardin
- 1988 : Lettres de mon moulin d'Alphonse Daudet par le Théâtre Arlequin. Mise en scène de José Brouwers. Co-compositeur: Pierre Alardin
- 1988 : Musique en tête de Daniel Simon par le Théâtre de la menterie. Mise en scène de Daniel Simon. Co-compositeur: Pierre Alardin
- 1989 : 89 par l’œil de bœuf de Jean Brumioul par le Théâtre Arlequin. Mise en scène de Jean Brumioul (Arrangements avec Pierre Alardin)
- 1989 : Le caillou mort d'amour de Charles Cros par le Théâtre-Poème. Mise en scène de Félicianne Ledoyen
- 1989 : Les heures creuses de Daniel Simon par le Théâtre de la menterie. Mise en scène de Daniel Simon. Co-compositeur: Pierre Alardin
- 1989 : Un farceur nommé Molière d'après Molière par le Théâtre Arlequin. Mise en scène de José Brouwers. Co-compositeur: Pierre Alardin
- 1990 : Atome school de Jean-Luc Pierart par le Théâtre de l'atome. Mise en scène de Jean-Luc Pierart
- 1990 : Degado ou la légende des eaux npoires de Georget Mourin. Théâtre du copion. Mise en scène d’Étienne Guichard).
- 1990 : Émilie Création collective. Atelier du Théâtre du copion. Mise en scène de Georget Mourin Co-compositeur: Pierre Alardin
- 1990 : Moi, ma mère Création collective du Théâtre du Campus. Mise en scène d'Hayat N'Ciri
- 1991 : Écoute... de Marcel Wardavoir par le CEC Artifices
- 1991 : Hollywood blues de Jean-Luc Piepart par le Théâtre de l'atome. Mise en scène de Jean-Luc Pierart
- 1991 : L'enfant mort sur le trottoir de Guy Foissy par le Théâtre du copion. Mise en scène d'Alain Coulon
- 1991 : La balade de l'enfant soldat de Georget Mourin par le Théâtre du copion. Mise en scène de Georget Mourin
- 1991 : La balade de l'homme gris d'Yves Vasseur par la Cie Barbiana. Mise en scène de Franco Dragone, Claude Lemay, Hayat N'Ciri
- 1991 : Poubelle à la menthe de Toni Santocono par le Théâtre du campus. Mise en scène d'Hayat N'Ciri
- 1993 : Non Création collective par le Théâtre du campus. Mise en scène d'Hayat N'Ciri
- 1994 : Elisa in Imadjes de Jacqueline Boitte par le Cercle Excelsior. Mise en scène de René Rapin
- 1994 : In chatau in ivier de René Rapin par le Cercle Excelsior. Mise en scène de René Rapin
- 1995 : La Parole aux Poètes orchestrée par Fredy Taminiaux (intervention)
- 1995 : Les mots sont les blessures du silence par la Compagnie poétique de Fredy Taminiaux
- 1995 : Made in Dignity spectacle d'intervention de la Compagnie Barbiana pour Oxfam. Mise en scène de Claude Lemay
- 1995 : Que la Fête commence par la Compagnie Barbiana. Mise en scène de Hayat N'Ciri et Gianfranco Covino
- 1997 : Adrien Florimond Atelier d'écriture du Studio-Théâtre sous la direction de Jean Louvet (Musique de Christian Leroy)
- 1997 : La Parole aux Poètes orchestrée par Fredy Taminiaux (intervention)
- 1998 : Chantepierre au temps des Crinoïdes de et par la Compagnie Poétique de Fredy Taminiaux
- 1998 : Une saison en enfer par l'Atome Théâtre. Mise en scène de Jean-Luc Pierart
- 1998 : Xénophobia par la Compagnie Barbiana. Mise en scène de Gianfranco Covino
- 1999 : À bientôt Monsieur Lang de Jean Louvet par le Studio-Théâtre. Mise en scène de Pierre Louvet (Musique de Christian Leroy)
- 2002 : Spectacle multi-disciplinaire de l’École des Arts de Braine-l’Alleud par le Collectif Inaudible avec Lol Coxhill,…
- 2004 : Frida Kahlo ou le Miroir Brisé - texte de Mary-Anne Favart illustré live par Michel Mainil et Léon Laffut (piano)
- 2004 : Si Paul Elias savait ça de et par Albert Delchambre (participation)
- 2005 : Ajax d'après Sophocle par la Fabrique de Théâtre. Mise en scène de Michel Tanner
- 2005 : Caussimon en trois mots Création du Kollectif Théâtre avec Jean-Claude Derudder. Mise en scène de Christian Debaere
- 2005 : Mons Passé Présent - Vie et œuvre de Jacques Du Brœucq par la Fabrique de Théâtre. Mise en scène de Michel Tanner.
- 2005 : À la croisée des paradis perdus par Feu et Métal. Direction artistique: Jean-François Pierlot.
- 2006 : CA - Création collective par la Compagnie des Mutants (participation live) Mise en scène de Pierre Richards
- 2006 : Devant le mur élevé de Jean Louvet par le Studio-Théâtre. Avec Michel Eggermont. Mise en scène de Jean Louvet
- 2006 : Les 7 péchés capitaux. Création de l’Ensemble poétique de Fredy Taminiaux
- 2006 : Midi Minuit Collectif d'improvisations musicales et plastiques
- 2006 : Paroles et Chansons Création de la Maison du Conte de Bruxelles. Mise en scène: Hamadi
- 2008 : Halte à l’Amer de Laïla Nabulsi par la Compagnie des Mutants. Avec Christine Godart. Mise en scène de Laïla Nabulsi.
- 2008 : Pierre et le Loup d’après Serge Prokofiev. Création de Michel Mainil Quartet avec Christian Debaere (narrateur)
- 2009 : KDO Forest National. Mise en scène de Franco Dragone (participation)
- 2009 : Mali Mali. Musique de Baba Sissoko. Direction musicale d'Eloi Baudimont. Mise en scène de M. Zo
- 2010 : Cascade par Kréativa. Mise en scène de Luc Jaminet
- 2011 : Petites histoires pour tuer l'ennui par la Compagnie Barbiana. Mise en scène d'Hayat N'Ciri et Gianfranco Covino
- 2012 : Décrocher la Lune V. Opéra urbain. Direction artistique de Franco Dragone (participation)
- 2012 : Le Salon d'Achille par Aucun Mérite asbl. Inspiré par l'oeuvre d'Achille Chavée. Mise en scène de Charlie Degotte
- 2012 : Le spectacle du cinquantième par le Studio-Théâtre. Mise en scène de Jean Louvet
- 2013 : De Concert - Fanfare Détournée. Mise en scène d'Eric Destaercke. Musiques d'Eloi Baudimont et Patrick Joniaux
- 2014 : On vous raconte des histoires - Cie Barbiana - Mise en scène de Gianfranco Covino
- 2014 : Spanish Jazz Project - Quartet Feat. Lisa Rosillo - Mise en scène de Christian Debaere
- 2015 : Van Gogh, 17 rue du Peuple 7033 Cuesmes - Collectif Théâtre - Mise en scène de Christian Debaere (Mons 2015)
- 2016 : Le Dindon de Georges Feydeau – Théâtre du Lointain – Mise en scène de Christian Debaere
- 2016 : Au Fil de l’Histoire d’Armand Delcampe – Théâtre Jean Vilar – Mise en scène d’Armand Delcampe
- 2016 : Tournée Générale de Jean Louvet – Théâtre Jean Vilar – Mise en scène d’Armand Delcampe
- 2016 : Faces of Violence – Compagnie Barbiana – Mise en scène de Gianfranco Covino
- 2017 : Portraits de Femmes – Compagnie Barbiana – Mise en scène de Gianfranco Covino
- 2018 : Amar B – Compagnie Barbiana – Mise en scène de Jean-Paul Zennacker
- 2019 : Les Talents d’Achille – Collectif Théâtre – D'après Achille Chavée. Ecriture, mise en scène et jeu de Jean-Claude Derudder

## Filmographie

### Cinéma
- 1987 : Le métal bouge de Falltere Pierottini
- 1987 : Par ici la sortie de François Guinand
- 1987 : Et si on ajoutait de la vie aux années de Falltere Pierottini
- 1987 : Hambourgeoisement de Michel Urbain
- 1988 : Sambre et Meuse de Falltere Pierottini
- 1988 : Le centre, ma région, ma passion de Jean-Marie Polon
- 1989 : Le groupe C de Jean-Marie Polon
- 1989 : Dong de François Guinand
- 2007 : Do it yourself (Got ! Oh my Got) d'Eric Ledune
- 2017 : Inferno de Francesco Bertolini, Giuseppe De Liguoro et Adolfo Padovan

### Télévision
- 1981 : Je t'aime un peu beaucoup...
- 1987 : Bhopal de Ian Graham